# Erik Larsson (socialdemokrat)
Erik Waldemar Larsson (i riksdagen kallad Larsson i Mörlanda), född 21 februari 1898 i Magra församling, Älvsborgs län, död där 18 april 1988, var en svensk lantbrukare och socialdemokratisk politiker.
Larsson var ledamot av riksdagens andra kammare från 1937, invald i Älvsborgs läns norra valkrets.